# Woiwodschap Subkarpaten
De woiwodschap Subkarpaten, met als hoofdstad Rzeszów, is een van de zestien woiwodschappen van Polen, vergelijkbaar met provincies. De Poolse naam województwo podkarpackie levert de standaardafkorting PK op. De uitspraak is [vɔjɛˈvut͡stfɔ pɔtkarˈpatskʲɛ], min of meer vojevoetstfo potkarpatskië. De naam van de woiwodschap verwijst naar de geografische ligging van de provincie nabij de Karpaten, een hooggebergte. De zuidrand van Subkarpaten ligt in de Beskiden, een berggebied dat tot de Karpaten gerekend wordt.

## Bestuurlijke indeling
Subkarpaten ligt in het zuidoosten van Polen. Het werd opgericht op 1 januari 1999 uit de voormalige woiwodschappen Rzeszów, Przemyśl, Krosno en delen van Tarnów en Tarnobrzeg. De provincie is onderverdeeld in 25 districten (powiats) waarvan 4 stadsdistricten. Er zijn 160 gemeenten (gmina).

## Begrenzing
Aan de westgrens ligt de woiwodschap Klein-Polen, in het noordwesten Święty Krzyż en in het noorden Lublin. Het zuiden van Subkarpaten grenst aan Slowakije. In het oosten ligt Oekraïne, waarbij het zuidelijk deel van de grens ruwweg de loop van de rivier de San volgt.

## Grootste steden
Steden met meer dan 20.000 inwoners, per 31 december 2008.
| #  | Wapen | Stad         | Inwoners | Oppervlakte |
| -- | ----- | ------------ | -------- | ----------- |
| 1  |       | Rzeszów      | 179.455  | 77,31 km²   |
| 2  |       | Przemyśl     | 66.756   | 43,76 km²   |
| 3  |       | Stalowa Wola | 64.753   | 82,52 km²   |
| 4  |       | Mielec       | 60.979   | 46,89 km²   |
| 5  |       | Tarnobrzeg   | 49.753   | 85,39 km²   |
| 6  |       | Krosno       | 47.455   | 43,50 km²   |
| 7  |       | Dębica       | 47.234   | 34,14 km²   |
| 8  |       | Jarosław     | 40.176   | 34,61 km²   |
| 9  |       | Sanok        | 39.110   | 38,08 km²   |
| 10 |       | Jasło        | 37.277   | 36,52 km²   |

## Districten in de Subkarpaten
- Rzeszów en stadsdistrict Rzeszów
- Tarnobrzeg en stadsdistrict Tarnobrzeg
- Przemyśl en stadsdistrict Przemyśl
- Krosno en stadsdistrict Krosno
- Bieszczady
- Brzozów
- Dębica
- Jarosław
- Jasło
- Kolbuszowa
- Łańcut
- Lesko
- Leżajsk
- Lubaczów
- Mielec
- Nisko
- Przeworsk
- Ropczyce-Sędziszów
- Sanok
- Stalowa Wola
- Strzyżów

## Fotogalerij

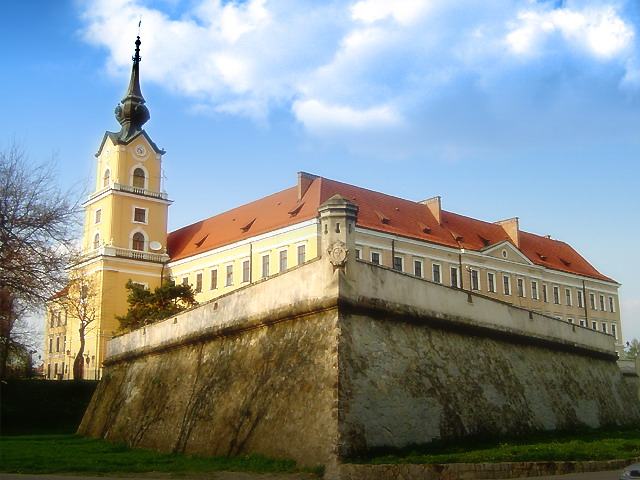
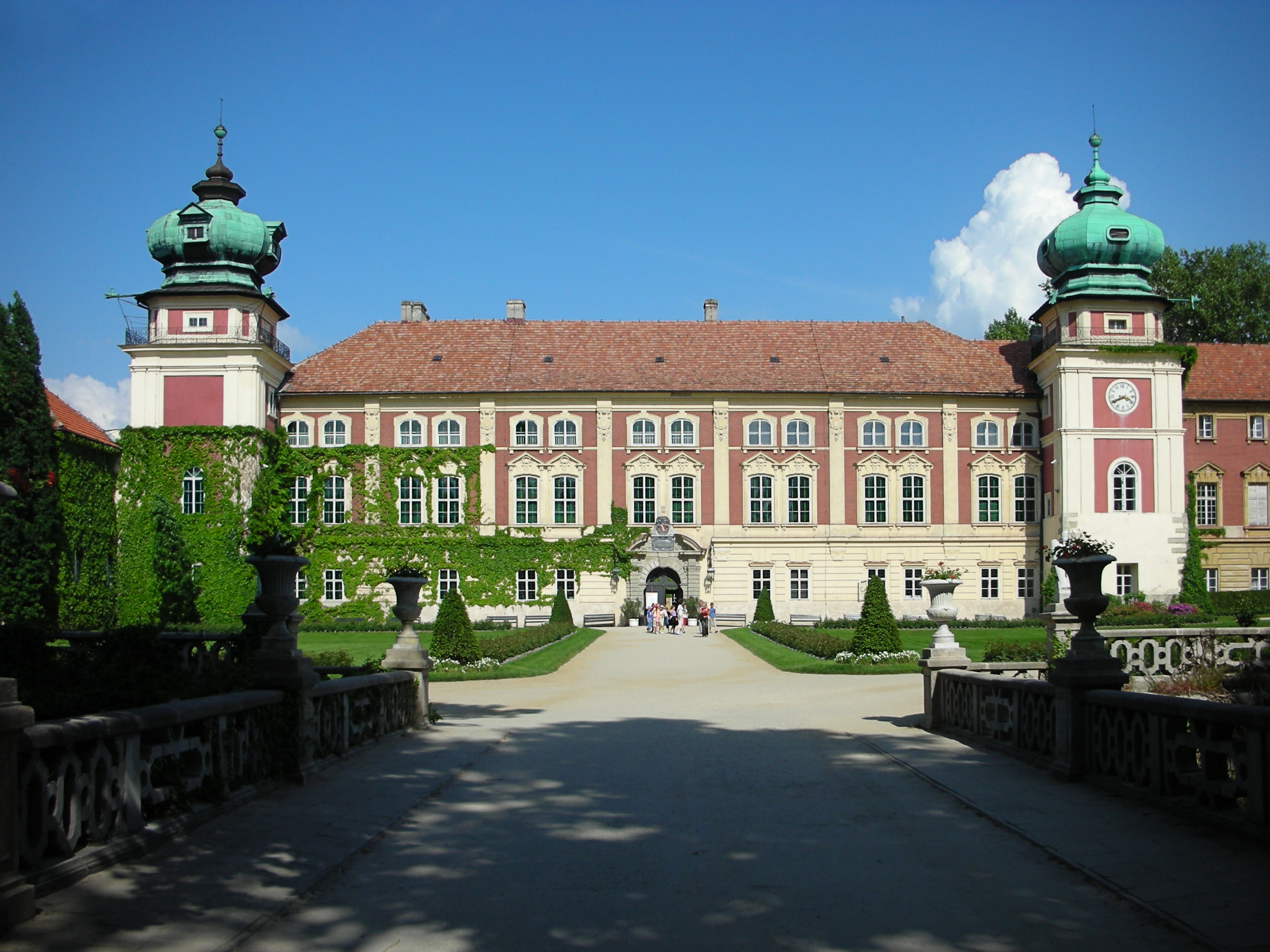
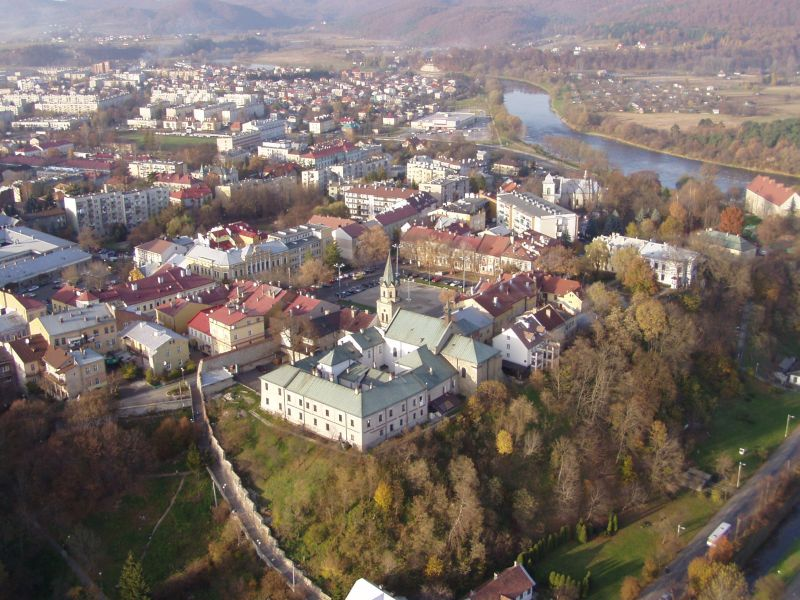
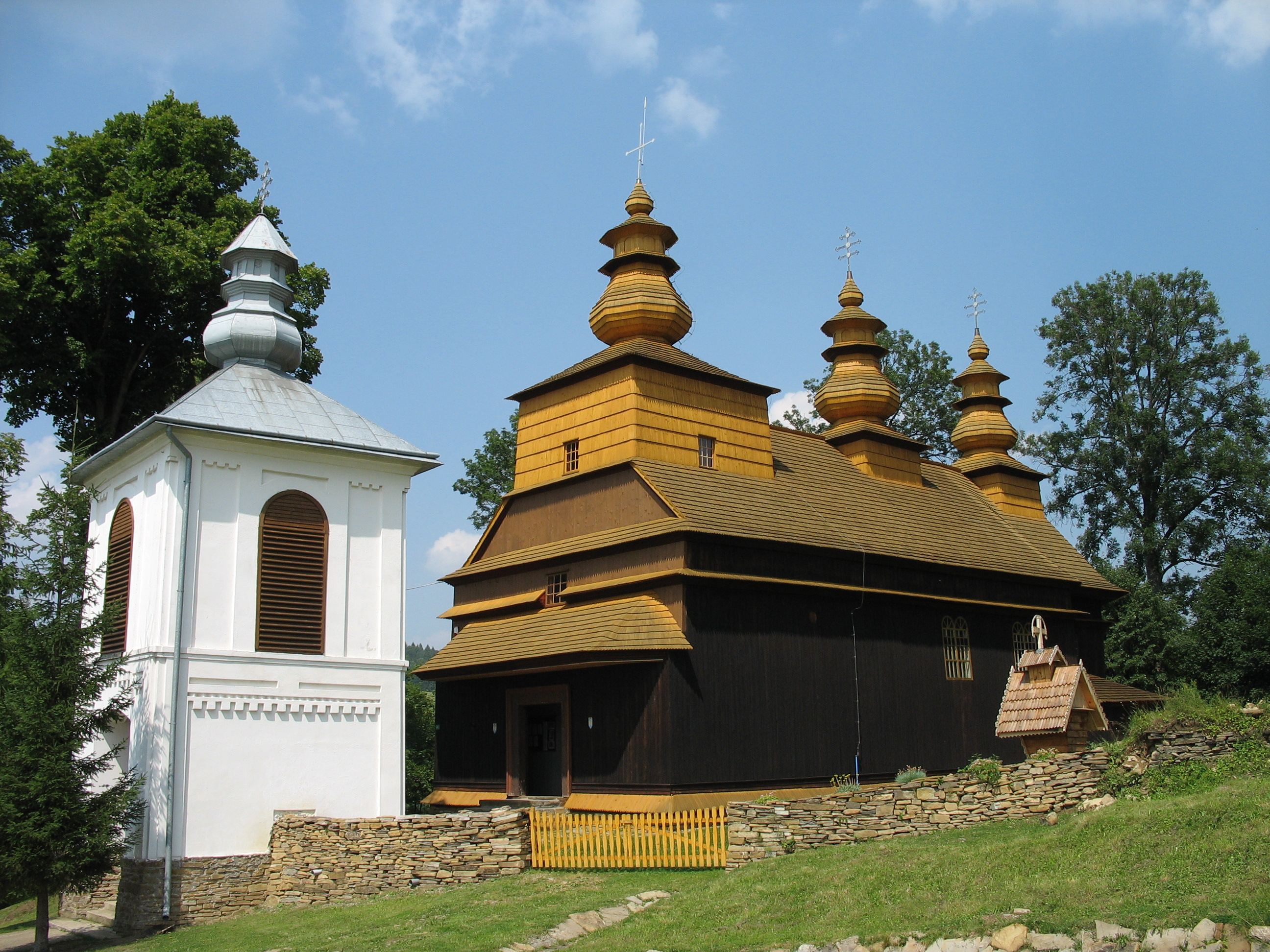
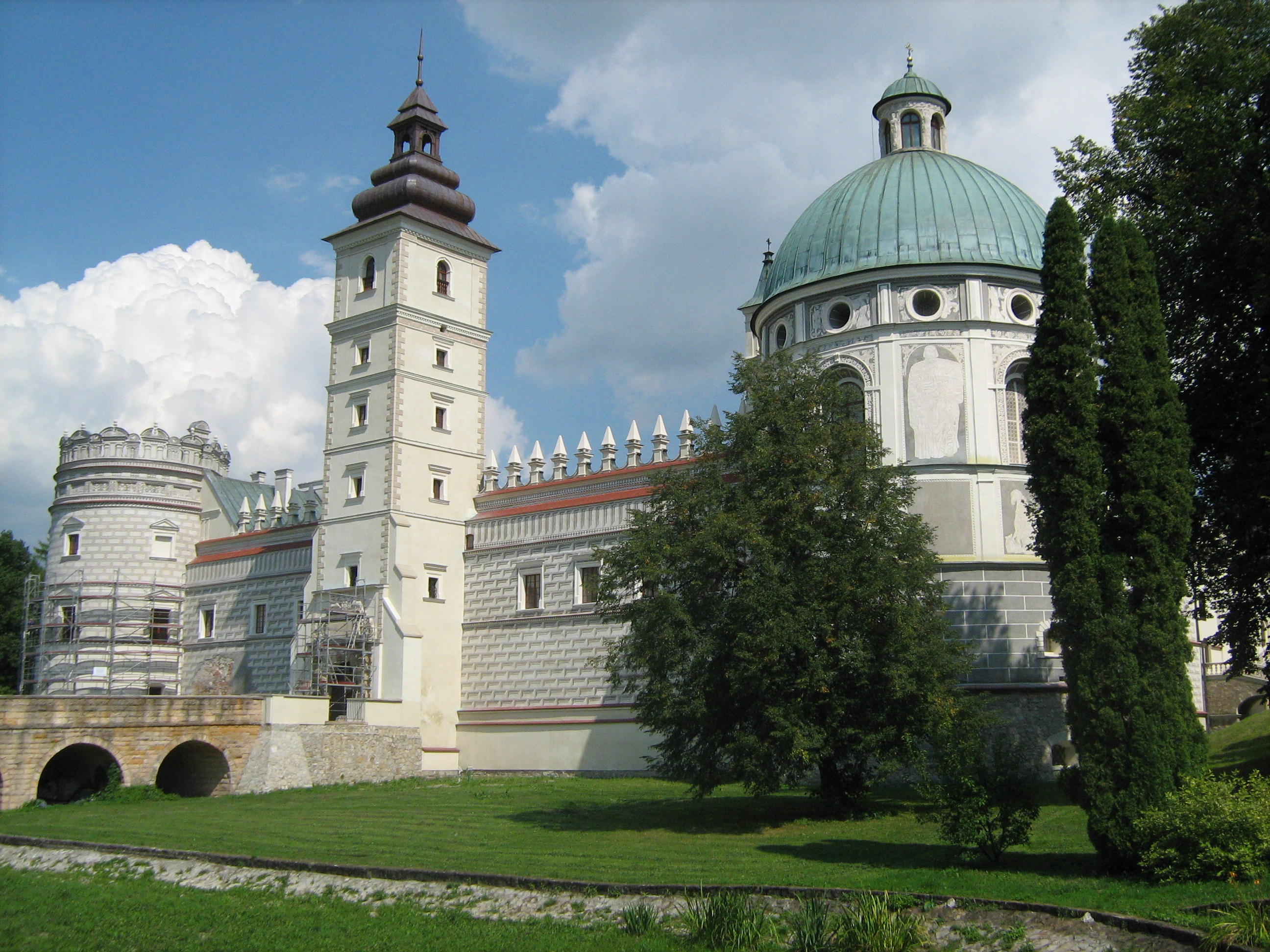
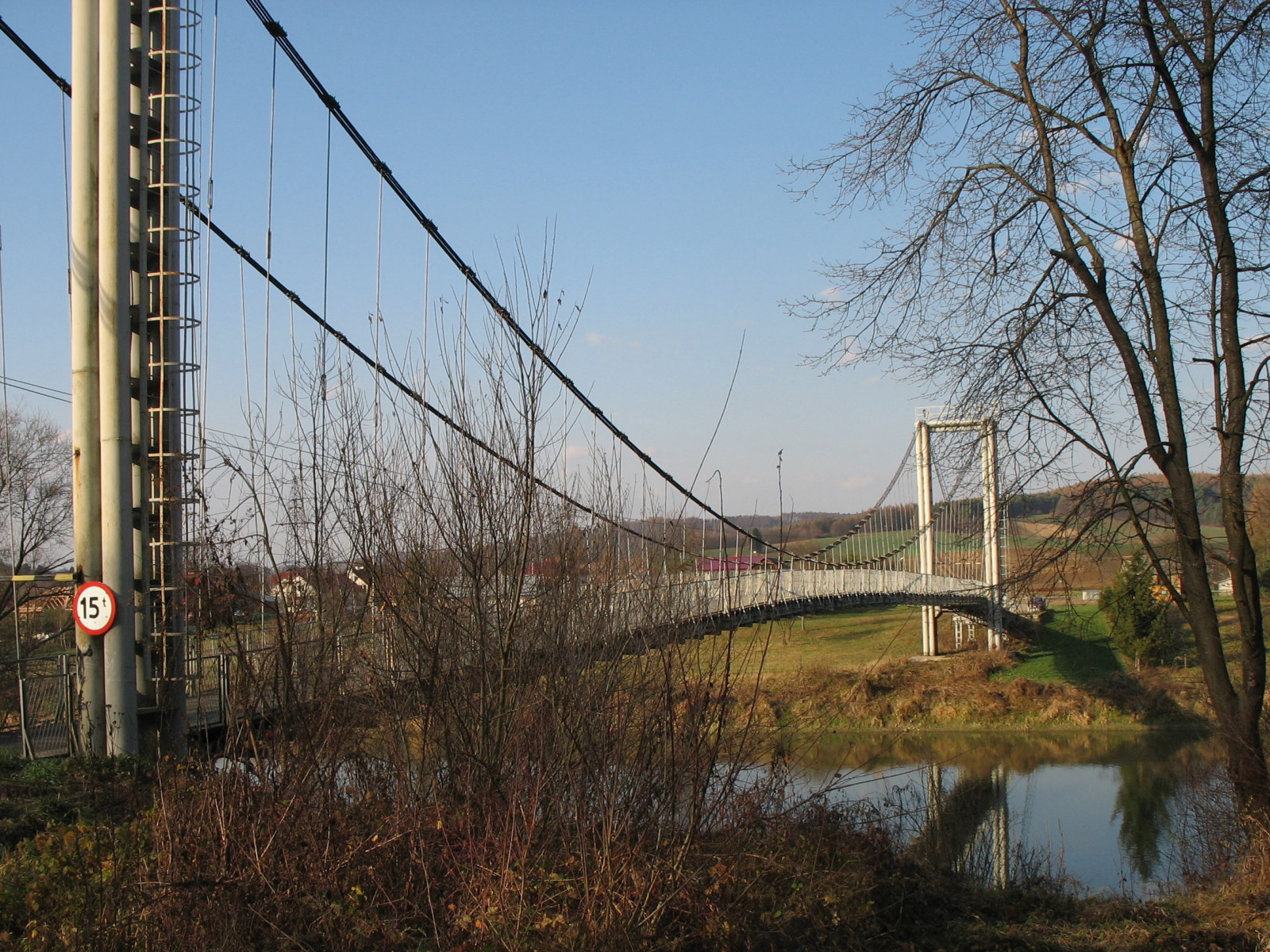
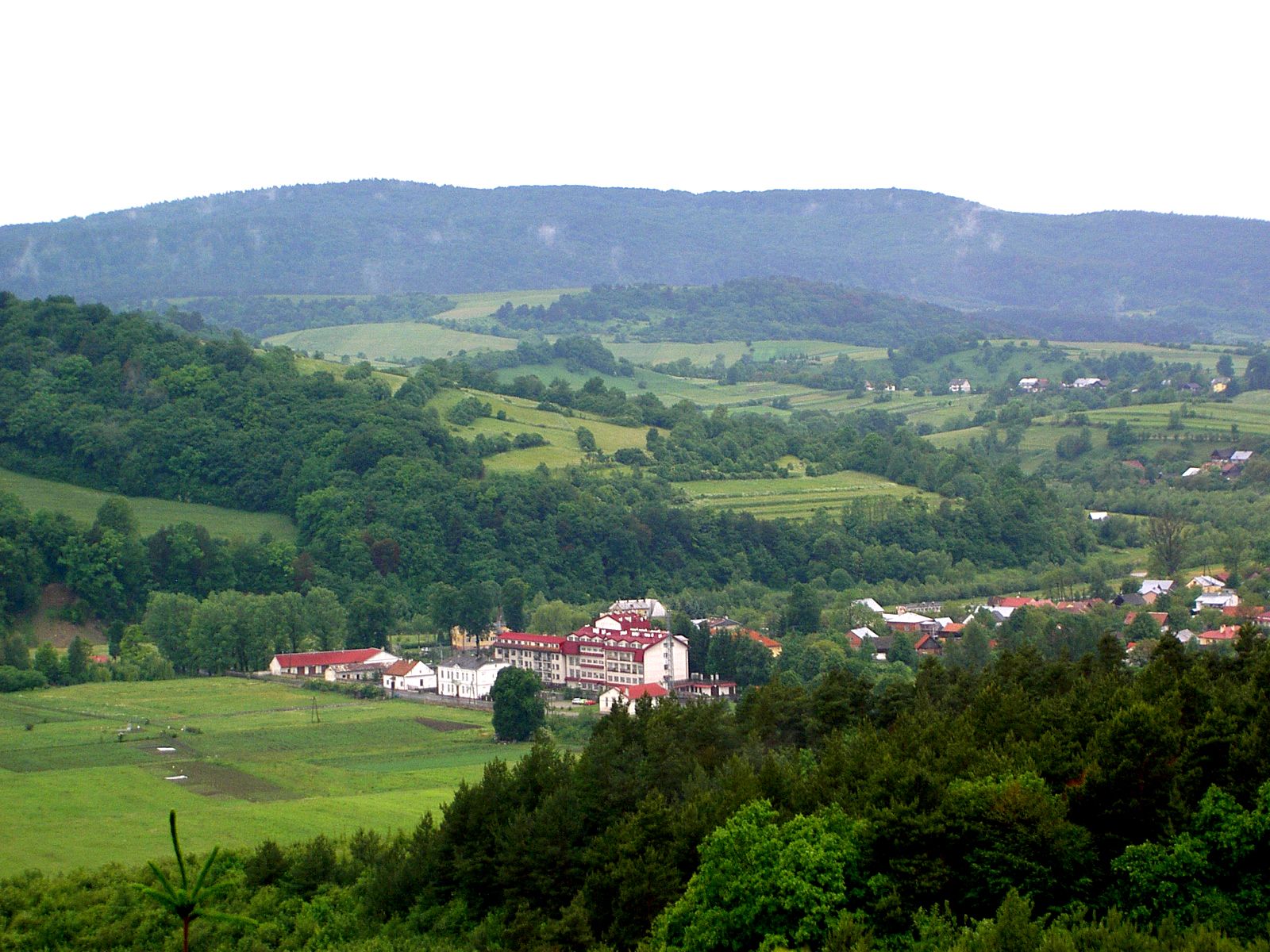
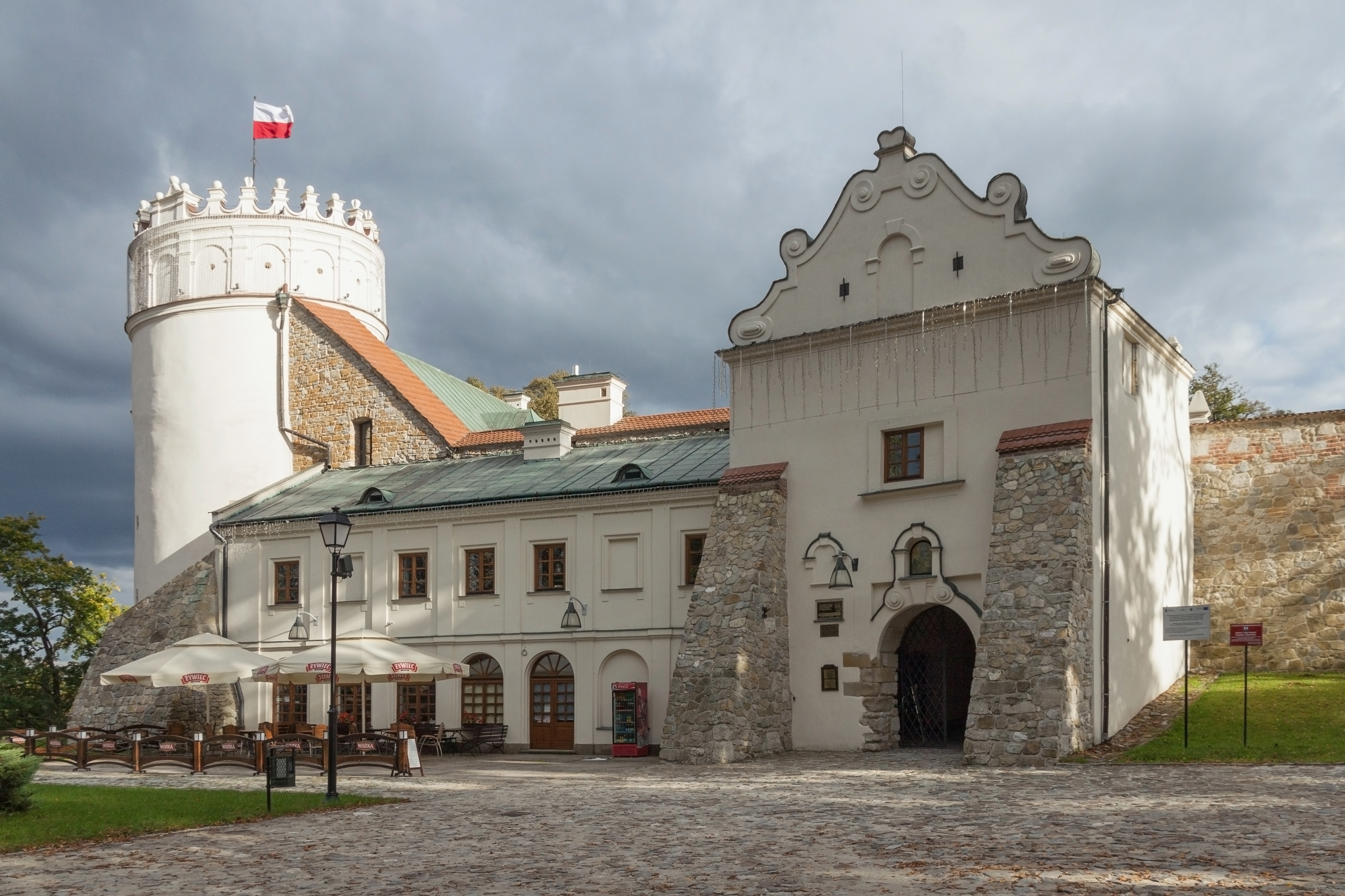
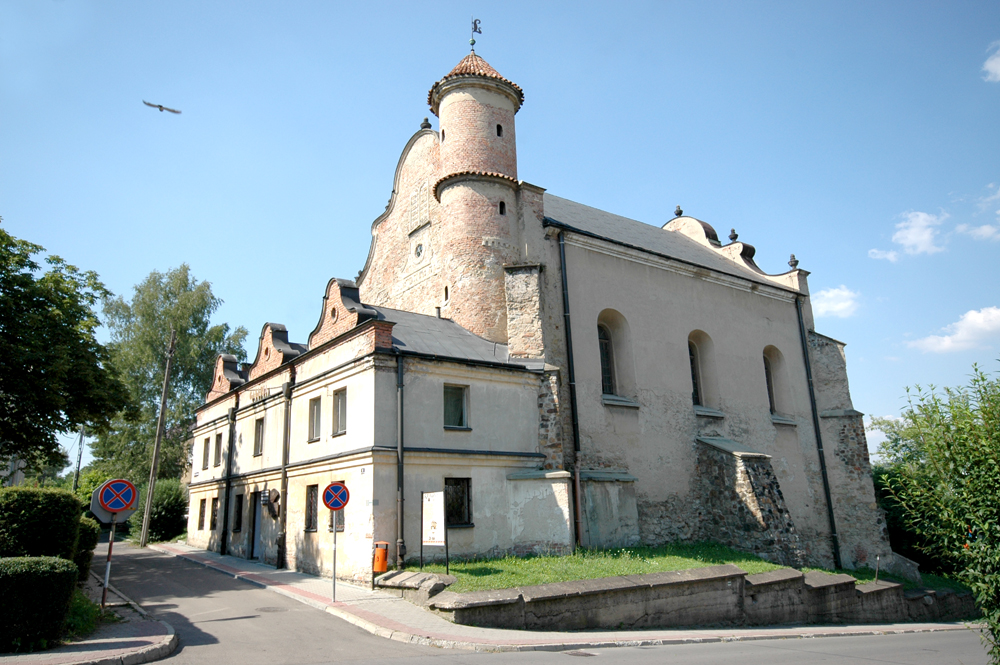
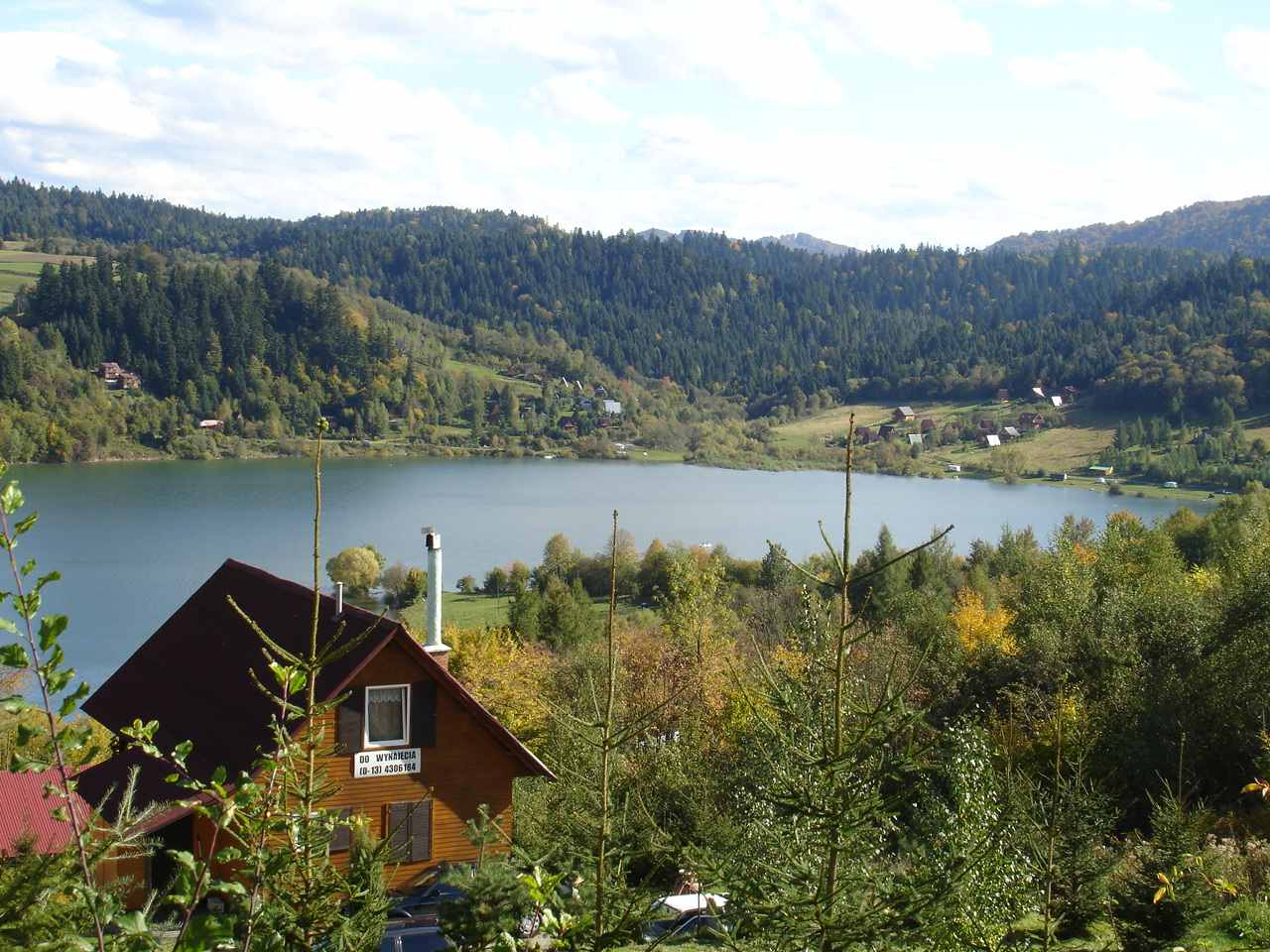
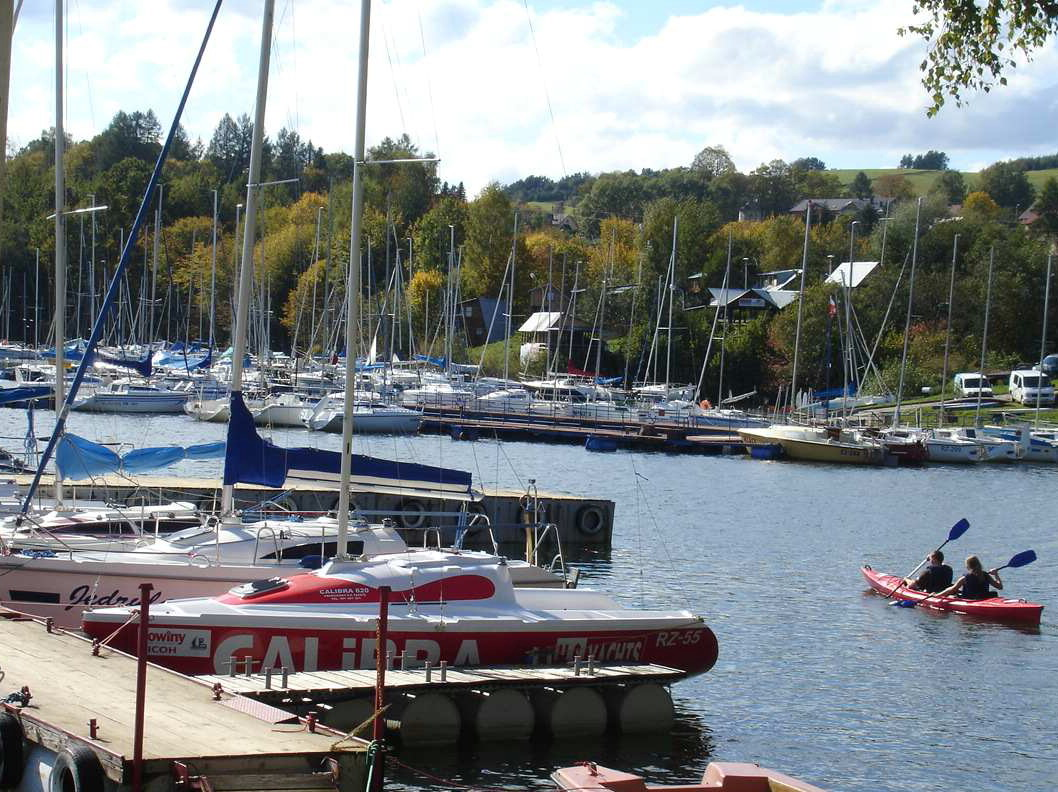
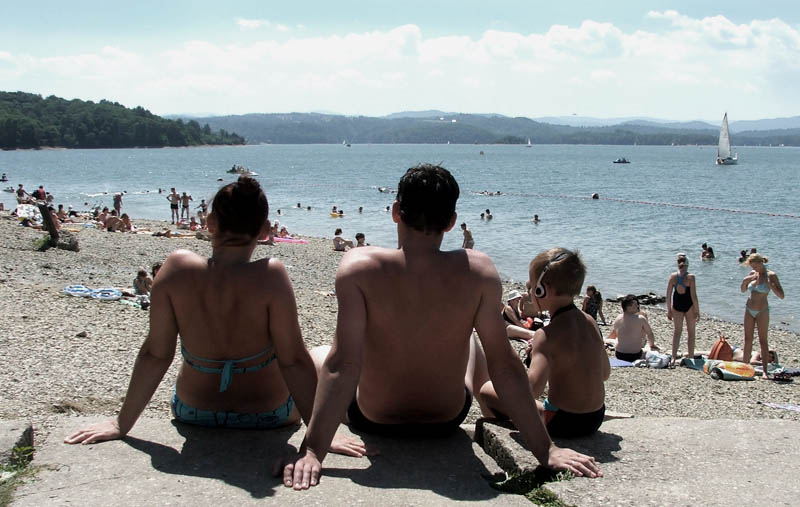
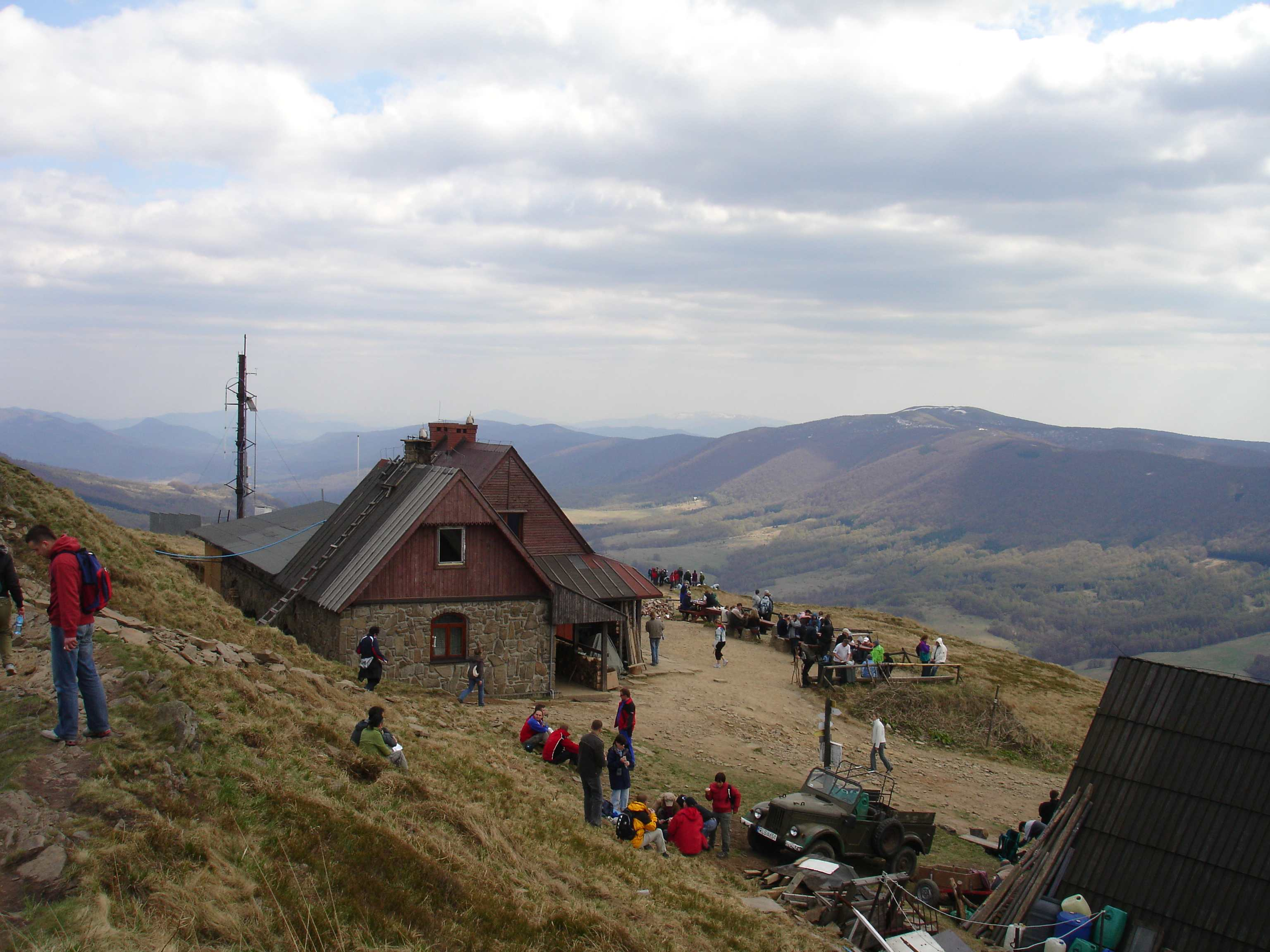
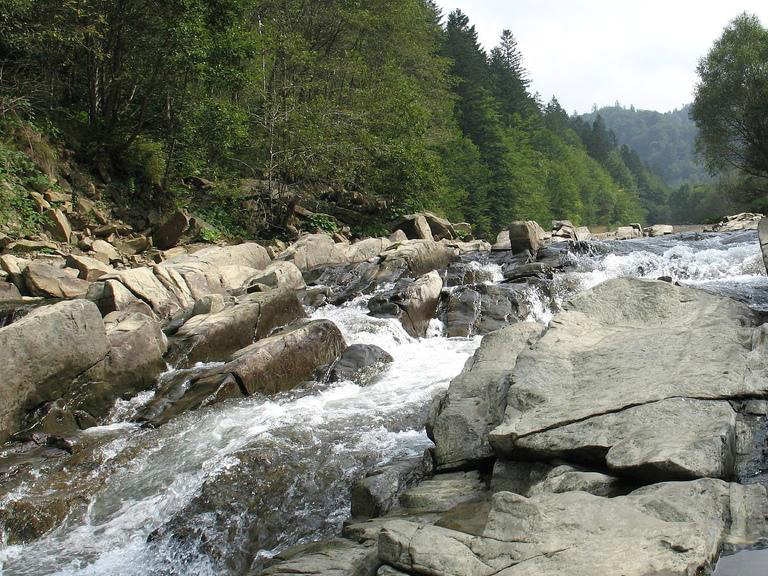
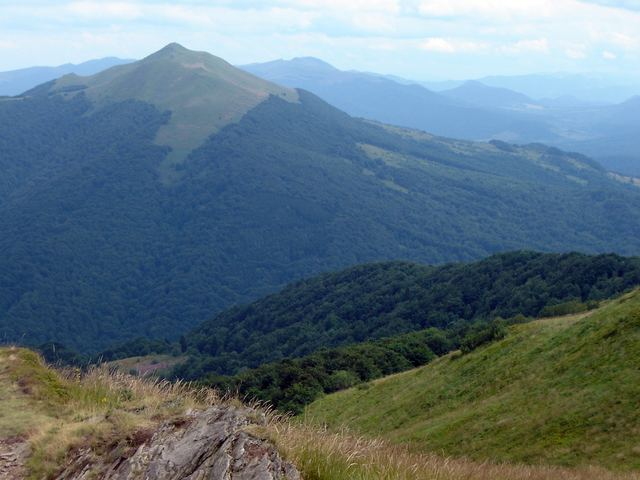
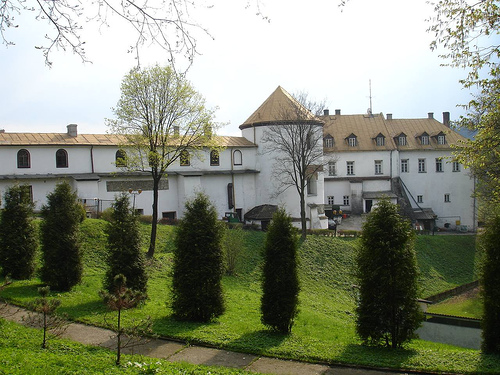
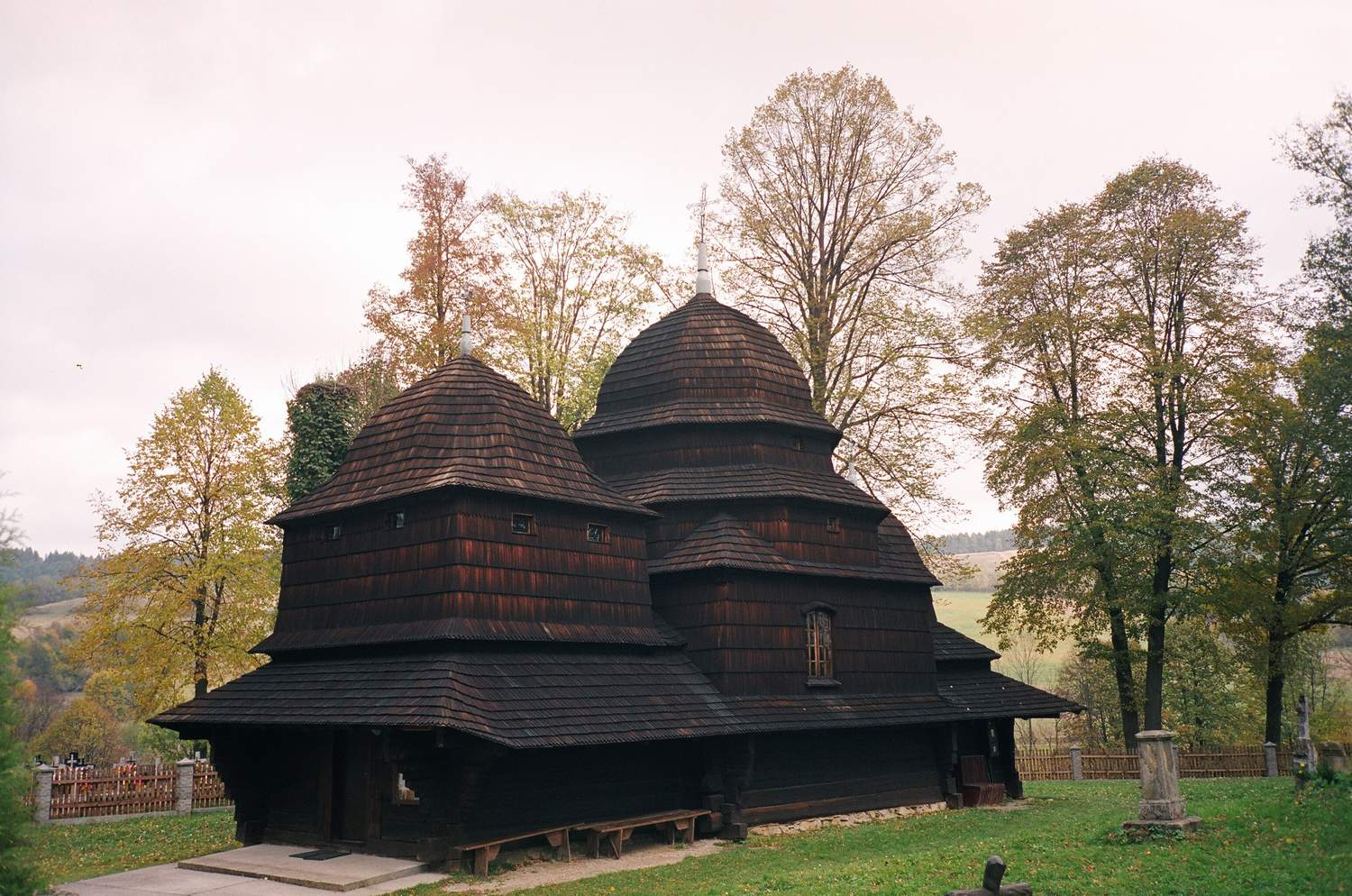
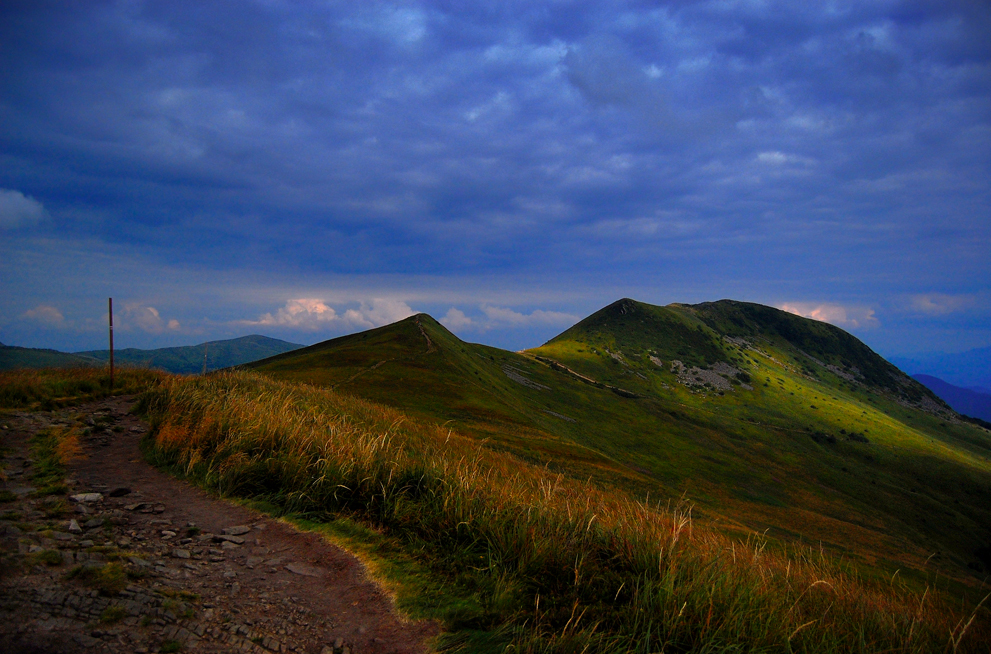

Stadsdistricten:
Rzeszów · Tarnobrzeg · Przemyśl · Krosno

Districten:
Bieszczady · Brzozów · Dębica · Jarosław · Jasło · Kolbuszowa · Krosno · Łańcut · Lesko · Leżajsk · Lubaczów ·  Mielec · Nisko · Przemyśl · Przeworsk · Ropczyce-Sędziszów · Rzeszów · Sanok · Stalowa Wola · Strzyżów · Tarnobrzeg

Grootste steden:
Dębica · Jarosław · Jasło · Krosno · Mielec · Przemyśl · Rzeszów · Sanok · Stalowa Wola · Tarnobrzeg
Ermland-Mazurië · Groot-Polen· Heilig Kruis · Klein-Polen · Koejavië-Pommeren · Łódź · Lublin · Lubusz · Mazovië · Neder-Silezië · Opole · Podlachië · Pommeren · Silezië · Subkarpaten · West-Pommeren